# Der Film in Worten
Der Film in Worten (Filmen i ord ) är en samlingsvolym med spridda prosaarbeten av den tyske författaren Rolf Dieter Brinkmann (1940-1975) utgiven postumt 1982.

## Bakgrund
Inom ramen för en utgivning av samtliga arbeten av Rolf Dieter Brinkmann publicerades denna bok. Den var första bandet av fyra planerade med författarens prosa. Samlingen följde en sammanställning som Brinkmann hade gjort hösten 1974 och kompletterades efter ytterligare utkast och anteckningar. Ändringar av originaltexterna var sådana som han själv samtidigt hade gjort under förberedandet av denna volym. Som boktitel valdes det essäistiska efterordets titel till Acid. Neue amerikanische Szene, en antologi med amerikansk 60-talspoesi, vilken Brinkmann hade redigerat 1969 och delvis medverkat till översättningen av.

## Innehåll
Den drygt 300-sidiga, täta och omväxlande samlingen består av berättelser, essäer, hörspel, fotoserier och collage från åren 1965-1974. En del material var tidigare opublicerat, men mestadels var det sådant som hade tryckts i mindre utgåvor, liksom i antologier och tidskrifter. 1970-1973 skrev Rolf Dieter Brinkmann till exempel tre hörspel för radio - Auf der Schwelle, Der Tierplanet och Besuch in einer sterbenden Stadt - varav enbart det första hörspelet var utgivet innan. Hans tre långa inflytelserika essäer om amerikansk poesi finns här också samlade, alla från 1969: den om Frank O'Haras lyrik, ur en volym med egna översättningar, och de båda andra ur antologierna Acid och Silverscreen.        